# Bozyaka, Başyayla
Bozyaka là một xã thuộc huyện Başyayla, tỉnh Karaman, Thổ Nhĩ Kỳ. Dân số thời điểm năm 2011 là 210 người.